# Tere Ghar Ke Samne
Tere Ghar Ke Samne (tj. Naprzeciwko twego domu) – bollywoodzki klasyk filmowy z 1963 roku. Producentem i odtwórcą głównej roli jest sławny w Indiach aktor Dev Anand. Film wyreżyserował według własnego scenariusza jego brat Vijay Anand. Obok Ananda występują Nutan, Rajindernath i  Om Prakash. Autorem muzyki jest S. D. Burman. Jeszcze jedna wersja Romeo i Julii.   

## Fabuła
Delhi. Wybitny architekt Rakesh Kumar (Dev Anand) dostaje zamówienie na zaprojektowanie dwóch stojących obok siebie domów. Właściciel każdego z nich pragnie, by jego dom okazał się wspanialszy od domu sąsiada.Zaciekłego wroga. Rakesh buduje dwa identyczne domy. Pragnie pogodzić skłóconych sąsiadów. Bardzo mu na tym zależy, bo w każdym z tych domów zamieszka ktoś, z kim Rakesh związany jest sercem. W jednym jego ojciec, z którym z trudem udało mu się pogodzić po powrocie z Ameryki, a w drugim piękna Sulekha (Nutan). W oczach ojca córka wroga, a w sercu Rakesha - ta jedyna.

## Piosenki
- Dil Ka Bhanwar  - Mohd Rafi
- Ek Ghar Banaunga  - Lata Mangeshkar i  Mohd Rafi
- Dekho Rootha Na Karo - Lata Mangeshkar i Mohd Rafi
- Tu Kahaan Yeh Bata  -Mohd Rafi
- Sun Le Tu Dil Ki Sada - Mohd Rafi
- Yeh Tanhaai Hai - Lata Mangeshkar
- Sun Le Tu Dil Ki Sada (II)  - Mohd Rafi
- Dil Ki Manzil Hai Kuch Aisi - Asha Bhosle

## Obsada
- Dev Anand...  Rakesh Anand Kumar
- Nutan...  Sulekha (jako Nutan)
- Rajendra Nath...  Captain Ranjeet 'Ronny'
- Zarine Katrak (jako Zareen Katrak)
- Rashid Khan...  Madan Gopal Basuriwala
- Parveen Choudhary...  Motiya
- Pratima Devi...  p. Karam Chand
- Harindranath Chattopadhyay...  Seth Karam Chand
- Mumtaz Begum...  p. Jaggannath
- Om Prakash...  Lala Jagannath
- Jankidas...  Auctioneer
- Dhannalal
- Uma Dutt...  Sukhvir Lal
- Mehar Banu
- Ratan Gaurang...  człowiek Lala Jagannatha